# Riesen-Querzahnmolche
Die Riesen-Querzahnmolche (Dicamptodon) sind eine Schwanzlurchgattung, die im westlichen Nordamerika vorkommt. Das Verbreitungsgebiet erstreckt sich entlang der nordamerikanischen Pazifikküste von der südwestlichsten Ecke von British Columbia im Norden bis Santa Cruz County im Süden. Eine Art, Dicamptodon aterrimus, lebt im Norden von Idaho und im äußersten Westen von Montana.

## Merkmale
Riesen-Querzahnmolche sind die größten nicht ständig im Wasser lebenden Schwanzlurche. Sie erreichen eine Maximallänge von 35 cm. Die Lurche besitzen stämmige Körper, breite Köpfe und seitlich abgeflachte Schwänze. Diagnostische Merkmale der Gattung sind die Trennung der paarigen Nasale von der Prämaxillare und das Fehlen der Quadratojugale. Die Gaumenzähne der Riesen-Querzahnmolche sind M-förmig angeordnet. Die Tiere sind in der Regel grau oder bräunlich gefärbt mit einem marmorierten Muster auf dem Rücken.

## Lebensweise

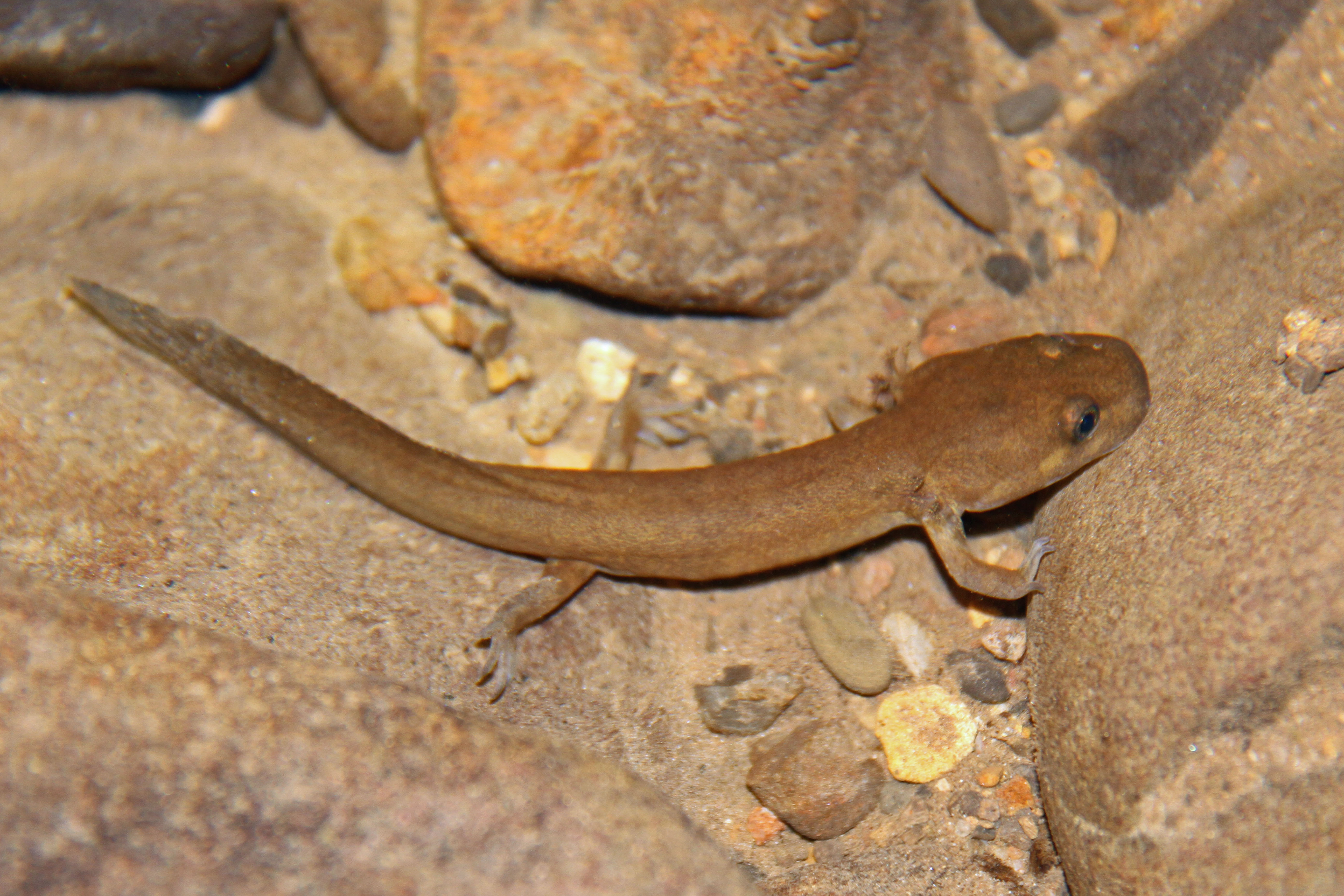
Larve von Dicamptodon ensatus

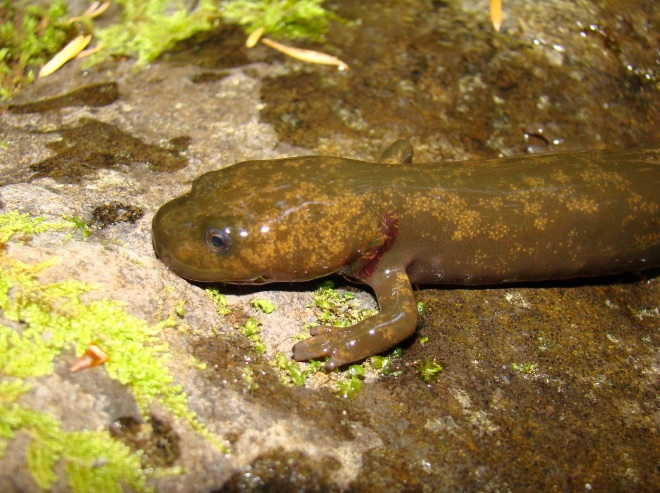
Dicamptodon copei

Riesen-Querzahnmolche leben in feuchten, auf dem Boden relativ dunklen Wäldern, die oft von großen Mammutbäumen oder Douglasien geprägt sind. Sie sind für gewöhnlich nachtaktiv, in sehr beschatteten Bereichen können sie auch tagsüber gesehen werden. Wie alle Schwanzlurche ernähren sich Riesen-Querzahnmolche von verschiedenen Wirbellosen, können aber auch Kleinsäuger erbeuten. In Gefahrensituationen wehren sich die ausgewachsenen Tiere durch Bisse, die so kräftig sind, dass sie auch beim Menschen zu kleinen, blutenden Verletzungen führen können. Sie können ein „bellendes“ Geräusch erzeugen.
Die Befruchtung der Riesen-Querzahnmolche geschieht intern. Die Weibchen legen in klaren Bächen oder wassergefüllten Senken zwischen Felsen 50 oder mehr Eier, die sie bis zum Schlupf der Larven, nach bis zu 6 Monaten, bewachen und verteidigen. Die aquatischen, äußere Kiemenbüschel tragenden Larven leben bis zu ihrer Metamorphose zum ausgewachsenen Tier 2 bis 4,5 Jahre im Wasser. Sie sind nachtaktiv und gehören in ihren Wohngewässern zu den bedeutendsten Beutegreifern für Wirbellose. Dicamptodon copei vollzieht oft keine Metamorphose, bleibt zeitlebens im Wasser und kann sich neotenisch fortpflanzen.

## Arten
Es gibt vier Arten:
- Dicamptodon aterrimus (Cope, 1868)
- Dicamptodon copei Nussbaum, 1970
- Dicamptodon ensatus (Eschscholtz, 1833)
- Dicamptodon tenebrosus (Baird & Girard, 1852)

## Gefährdung
Die IUCN stuft die in Kalifornien verbreitete Art Dicamptodon ensatus als potentiell gefährdet ein, wohingegen die restlichen Arten als nicht gefährdet beurteilt wurden. Eine mögliche zukünftige Bedrohung ist unter anderem die Ausbreitung des ursprünglich aus Afrika stammenden Chytridpilzes.

## Systematik
Die Gattung der Riesen-Querzahnmolche wurde 1870 durch den russischen Zoologen Alexander Strauch erstmals wissenschaftlich beschrieben. Sie ist die Schwestergattung der Eigentlichen Querzahnmolche (Ambystoma) und wird in die monotypische Familie Dicamptodontidae gestellt, die 1958 durch den US-amerikanischen Herpetologen Joseph Anton Tihen eingeführt wurde. Alternativ werden sie zusammen mit den Eigentlichen Querzahnmolchen in der Familie Ambystomatidae geführt, wobei die Dicamptodontinae dann den Rang einer Unterfamilie bekommen. Ein Synonym von Dicamptodon ist Chondrotus Cope, 1887.